# 张恒
张恒（1976年11月29日—），中國女演员，毕业于北京电影学院表演系。因出演电视剧《还珠格格》中的赛娅公主而被观众所熟知，并在多部电视剧中精彩演出。

## 作品

### 电视剧

#### 香港無線電視
- 2001年：一網情深 饰 陳芳
- 2003年：血薦軒轅 饰 柳倩娘

#### 中國大陸劇
- 1997年：《还珠格格》饰 塞娅公主
- 2000年：《白发魔女》饰 孟秋霞
- 2000年：《红色康乃馨》饰 阿萁
- 2000年：《八岁龙爷闹东京》饰
- 2001年：《隐姓埋名》饰 汪静
- 2001年：《秦始皇》饰 绿娘
- 2002年：《猎豹出击》饰 苏玫
- 2002年：《人证》饰 龚杼丽
- 2002年：《粉红女郎》饰 余露
- 2003年：《蛋白質女孩》飾 高芷玲
- 2003年：《變臉》飾 羅微
- 2003年：《不要問我從哪裡來》飾 安琪
- 2004年：《黑色郁金香》饰 凌子墨
- 2004年：《大鱷無形》飾 胡曉梅
- 2004年：《從愛情開始》飾 聞佳
- 2005年：《霧非霧》飾 徐冬梅
- 2005年：《撕開你的傷口》飾 葉蓓
- 2005年：《曹老闆的18個秘書》飾 陳娟
- 2005年：《上線》飾 茹夢
- 2005年：《風吹雲動星不動》飾 藍鳳
- 2005年：《愛你那天正下雨》飾 芊芊
- 2006年：《午夜玫瑰之全職太太》飾 溫泉
- 2006年：《新虎口脫險》飾 櫻川麗子
- 2006年：《女人香》飾 陳希
- 2006年：《南越王》飾 呂后
- 2007年：《重慶諜戰》 飾 羅蘭
- 2007年：《笑著活下去》飾 郭燕
- 2007年：《利劍》
- 2007年：《追夢2008》飾 顏芳
- 2008年：《人間正道是滄桑》飾 楊立華
- 2008年：《我是一棵小草》
- 《凡人杨大头》饰 夏蝶和鸳鸯
- 《爱你的人不是我》饰 丁蕾
- 《说出你的爱》饰 高芷玲
- 2011年：《北方汉子》饰 田麦穗
- 2015年：《华胥引之绝爱之城》饰 刘后
- 2016年：《代号》
- 2016年：《超少年密码》 饰 袁何晴
- 2017年：《浪花一朵朵》飾 袁詠梅
- 2018年：《溫暖的弦》飾 遲碧卡
- 2019年：《扑通扑通的青春》饰 梅霜
- 2019年：《十年三月三十》飾 李靜
- 2020年：《別想打擾我學習》飾 項總
- 2021年：《你好，安怡》飾 罗芸

### 電影
- 2001年：周漁的火車 饰 張強妹妹
- 2003年：微笑 饰 劉琴
- 2007年：海上夢境
- 2008年：迷乐上海
- 2018年：我是你妈 饰 刘伶俐

### 舞台剧
- 《热铁皮屋顶上的猫》、
- 《送冰的人来了》、
- 《北京人》

## 音樂
- 2007年11月：公益歌曲《犬心犬意》

## 獎項
- 2005年：首屆「南方盛典」電視劇頒獎典禮-最具影響表演獎
- 2008年：鹿特丹電影節「老虎獎」提名-《海上夢境》
- 2008年：《精品購物指南》主辦-影響2007時尚盛典-潮流女星